# Jan Tarczałowicz

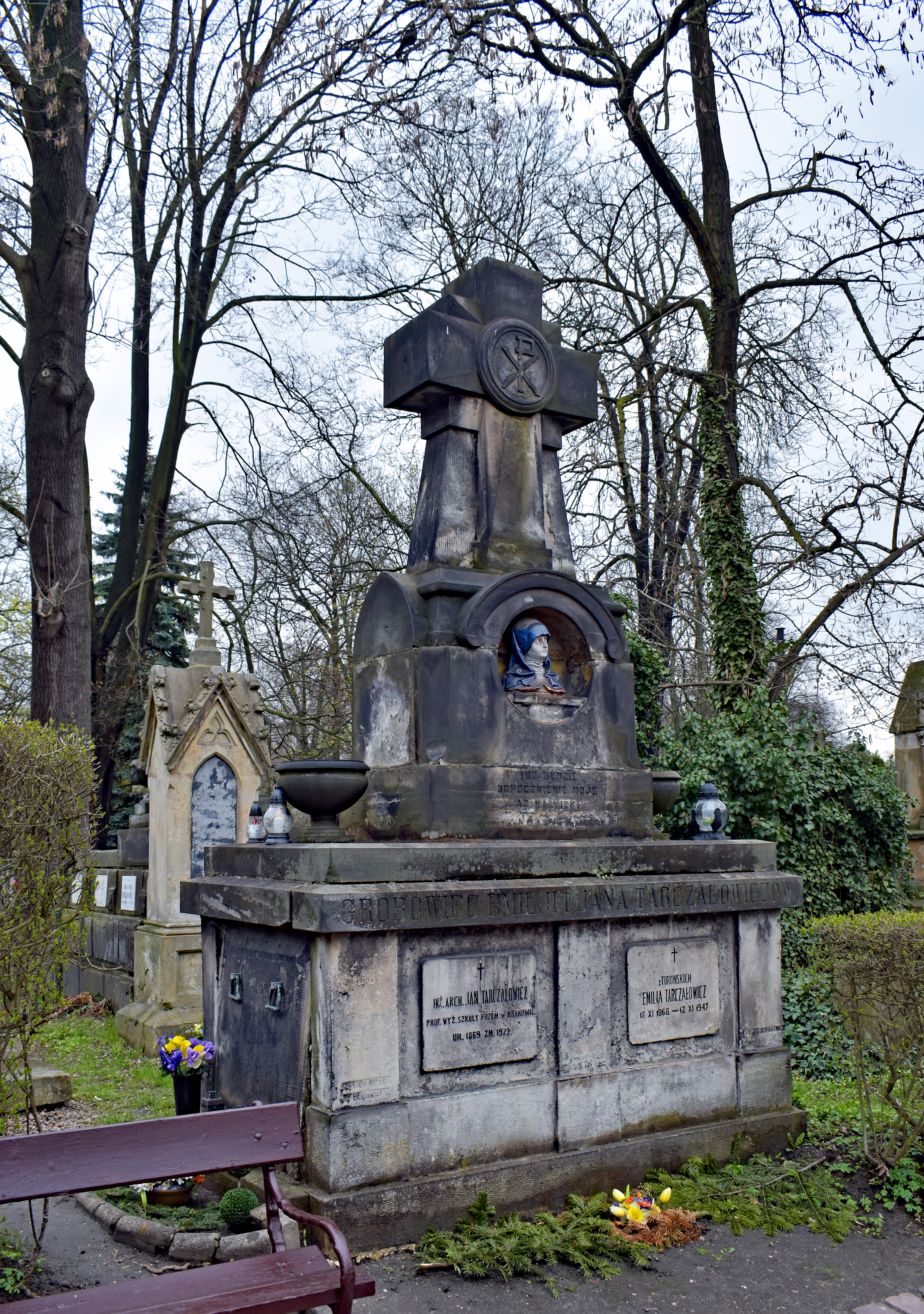
Grób Jana Tarczałowicza na cmentarzu Rakowickim

Jan Adam Tarczałowicz (ur. 16 grudnia 1869 w Bochni, zm. 9 czerwca 1923 w Kobierzynie) – polski architekt, historyk sztuki, inżynier, pedagog oraz działacz społeczny.

## Życiorys
Urodził się w 1869 w Bochni. Ukończył gimnazjum realne, w latach 1894–1897 kształcił się na Szkole Politechnicznej we Lwowie. Przez pewien czas, m.in. w latach 1907–1908, pracował jako nauczyciel C. K. Szkoły Zawodowej Przemysłu Drzewnego w Zakopanem, w 1910 – jako profesor tej szkoły. W 1911 wzmiankowany jako inspektor szkół przemysłowych, który wchodził w skład grona profesorów i inspektorów przydzielonych do biur Rady Szkolnej Krajowej. W 1912 pracował jako dyrektor szkoły przemysłowej w Buczaczu, potem – jako profesor Wyższej Szkoły Przemysłowej w Krakowie. Zmarł 9 czerwca 1923 w Kobierzynie, obecnie część Krakowa, z powodu niewydolności serca. Został pochowany na cmentarzu Rakowickim w Krakowie.

## Prace
- projekt murowanego kościoła parafialnego w Trybuchowcach obok Buczacza wykonał bezpłatnie
- projekt murowanego kościoła parafialnego w Ustrzykach Dolnych[7]
- projekt drewnianego kościoła parafialnego w Jurkowie[8]
- projekt drewnianego kościoła parafialnego w Witowie obok Zakopanego[9]

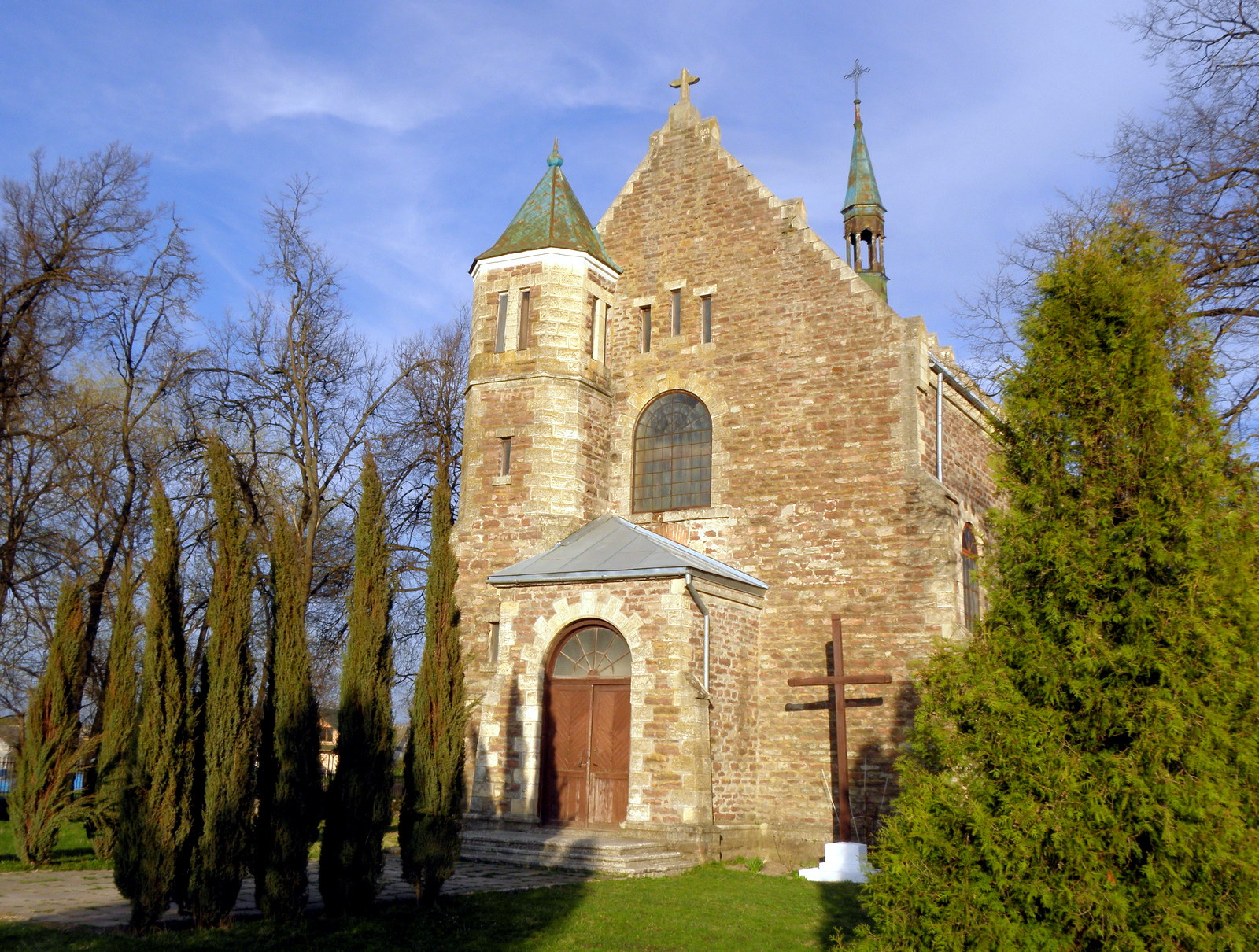
Fasada kościoła w Trybuchowcach
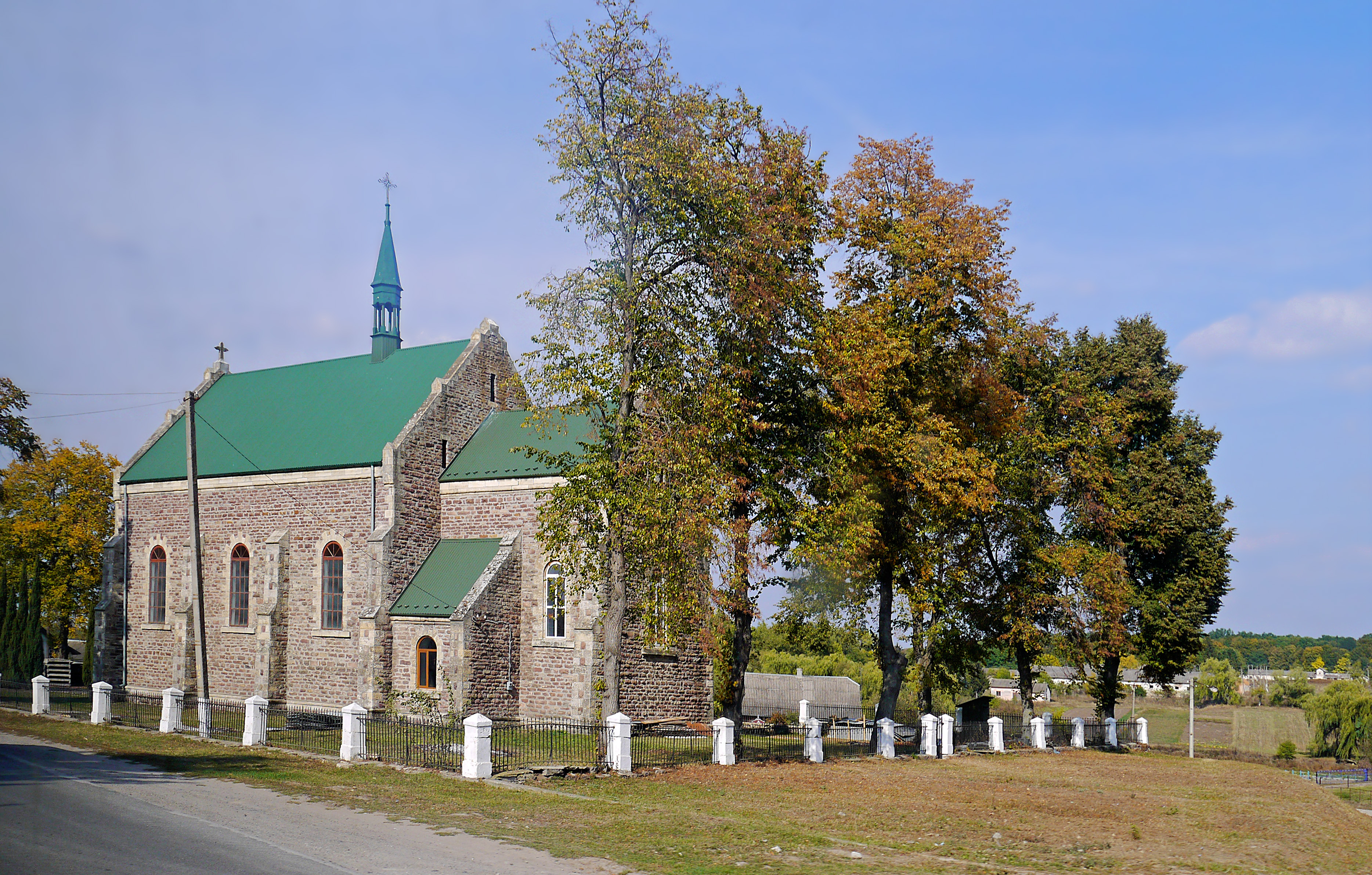
Widok od strony południowej na kościół w Trybuchowcach
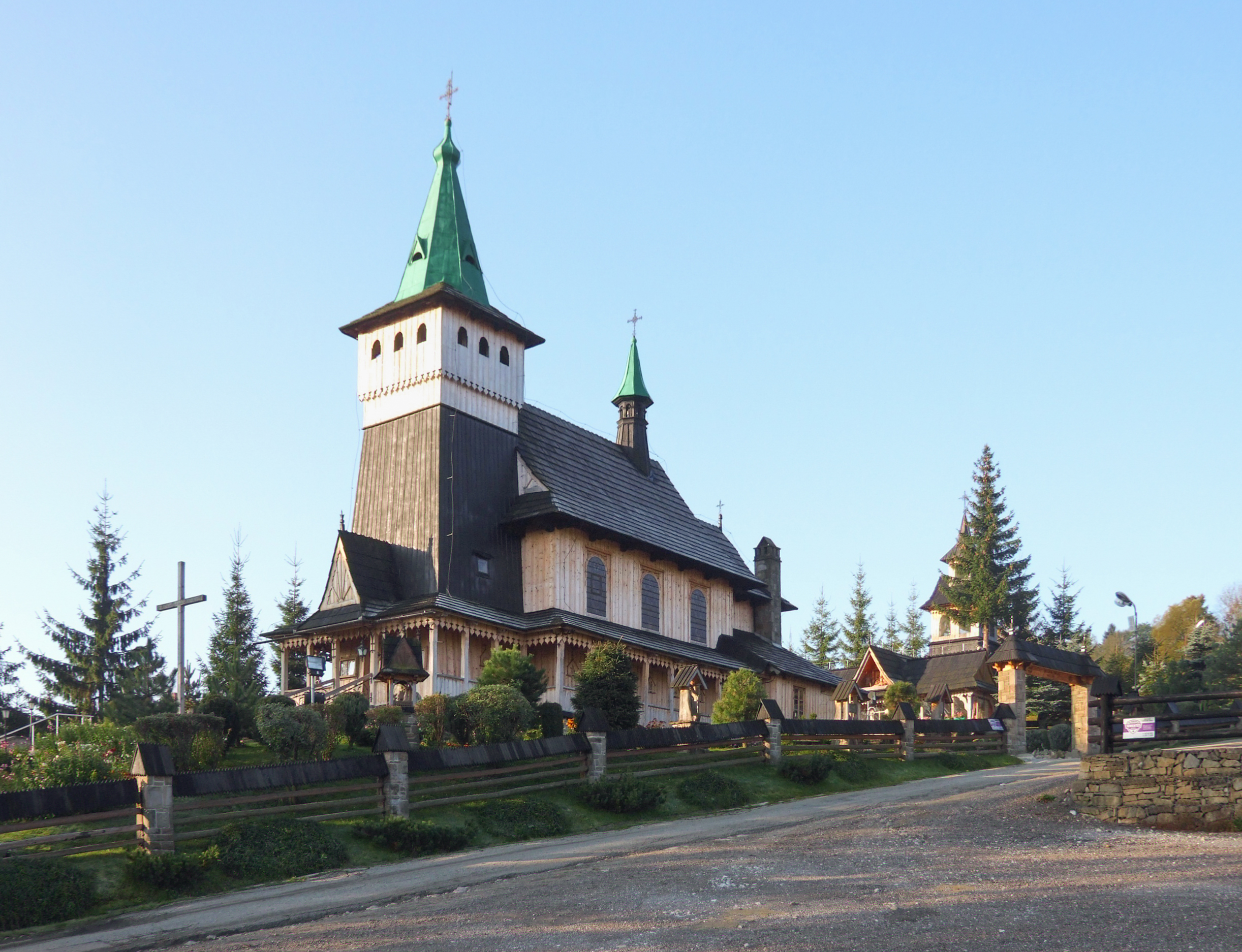
Kościół w Witowie
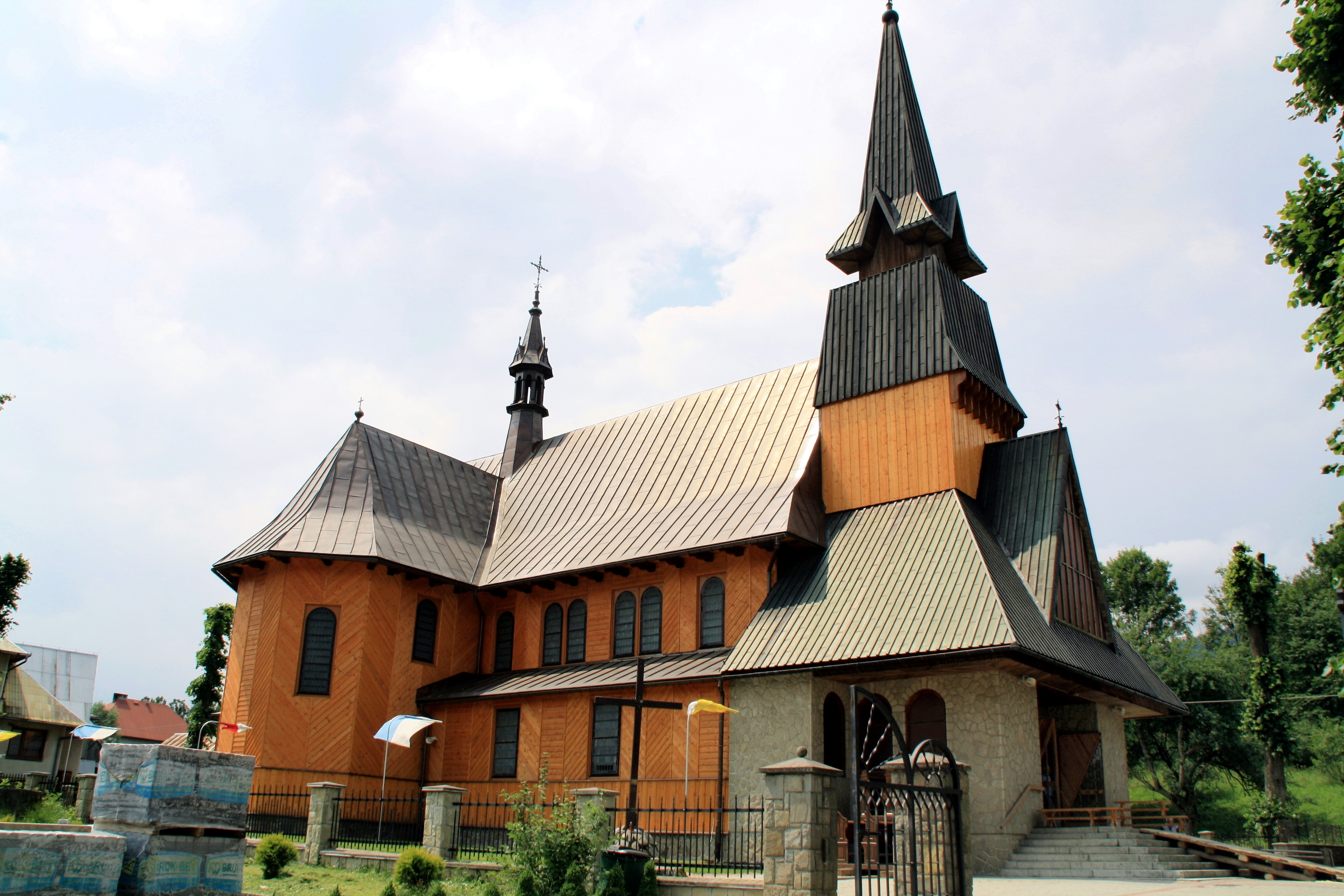
Kościół w Jurkowie
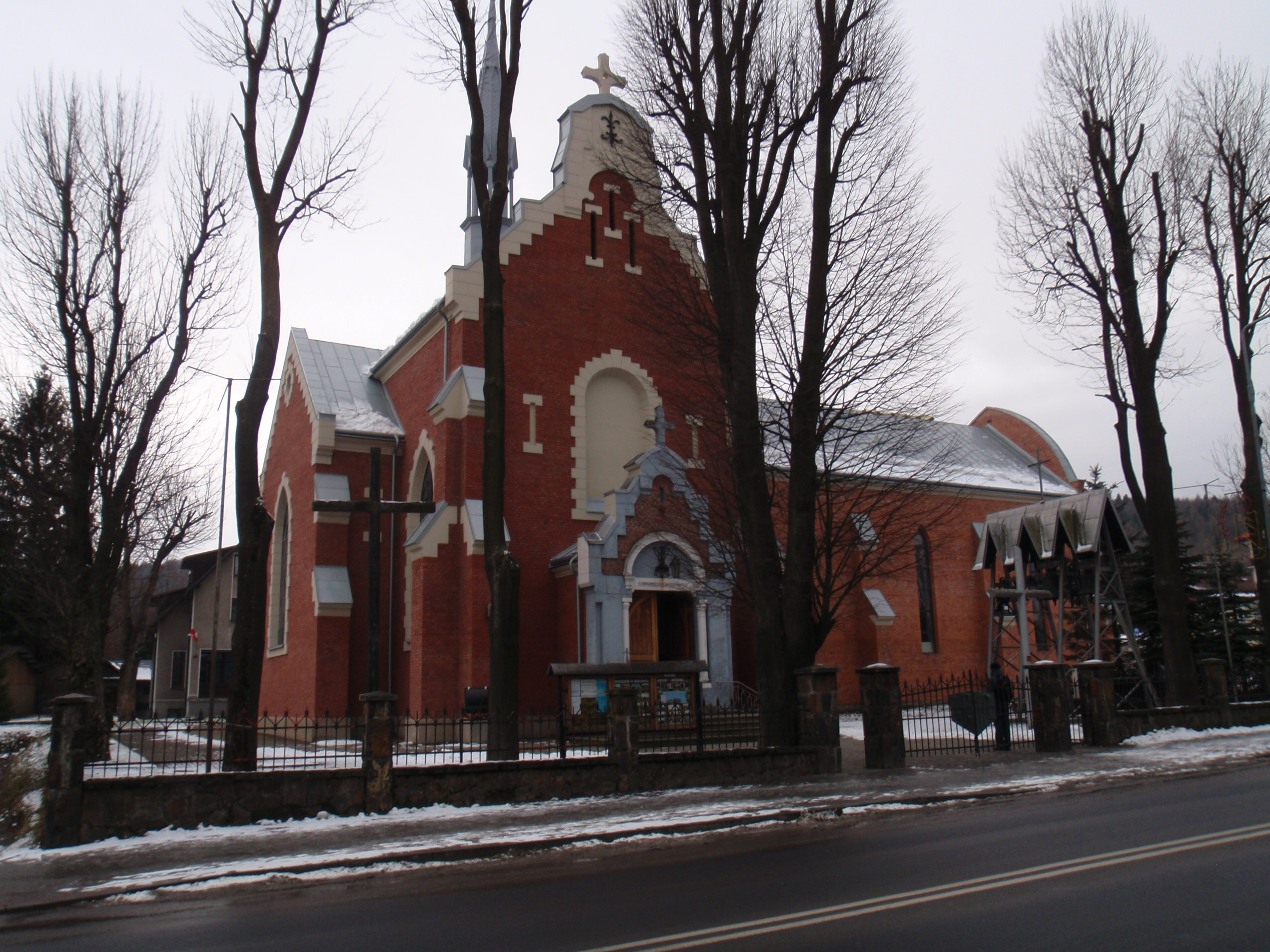
Kościół w Ustrzykach Dolnych